# 117093 Umbria
117093 Umbria è un asteroide della fascia principale. Scoperto nel 2004, presenta un'orbita caratterizzata da un semiasse maggiore pari a 2,5621668 UA e da un'eccentricità di 0,1674523, inclinata di 5,07923° rispetto all'eclittica.
È dedicato alla regione italiana dell'Umbria.